# Norm Lewis
Norm Lewis (Tallahassee, 2 de junio de 1963) es un actor y cantante estadounidense con una extensa carrera principalmente en producciones teatrales. Se convirtió en el primer actor afroamericano en protagonizar la producción de Broadway de El fantasma de la ópera. En 2020 protagonizó la película bélica de Spike Lee Da 5 Bloods.

## Filmografía

### Cine
| Año  | Título                                          | Papel            |
| ---- | ----------------------------------------------- | ---------------- |
| 1986 | Stand by Me                                     | Pandillero       |
| 2001 | Confidences                                     | Reggie           |
| 2005 | Preaching to the Choir                          | Reverendo Tucker |
| 2010 | Sex and the City 2                              | Reginald         |
| 2010 | Les Misérables in Concert: The 25th Anniversary | Javert           |
| 2011 | Pizza Verdi                                     | Reggie           |
| 2014 | Winter's Tale                                   | Custodio         |
| 2016 | Magnum Opus                                     | Charlie Lutwidge |
| 2018 | Jesus Christ Superstar Live in Concert          | Caifás           |
| 2019 | Just Mercy                                      | Voz              |
| 2020 | Da 5 Bloods                                     | Eddie            |

### Televisión
| Año     | Título                                     | Papel          |
| ------- | ------------------------------------------ | -------------- |
| 1998    | All My Children                            | Keith McLean   |
| 2001    | Strong Medicine                            | Sr. Phillips   |
| 2007    | Mystery Woman: In the Shadows              | Doctor         |
| 2012-15 | Scandal                                    | Edison Davis   |
| 2014    | Hustling                                   | Senador Bailey |
| 2014    | Blue Bloods                                | James Campbell |
| 2014    | The Blacklist                              | J.P. Laskin    |
| 2015    | Gotham                                     | Harrison Kane  |
| 2015    | Kern & Hammerstein's Show Boat             | Joe            |
| 2015    | First You Dream: The Music of Kander & Ebb | Actor          |
| 2016    | Chicago Med                                | Bobby          |
| 2017    | Daytime Divas                              | William Tomas  |
| 2019    | Unbreakable Kimmy Schmidt                  | Rumbleshanks   |
| 2019    | Better Things                              | Él mismo       |
| 2019    | Bull                                       | Henson         |
| 2020    | Mrs. America                               | Ron Dellums    |

## Discografía
- This Is the Life!, 2008
- The Norm Lewis Christmas Album, 2018